# Seesen
Seesen [zeːz(ɛ)n] ist eine Stadt im Landkreis Goslar, Niedersachsen, am nordwestlichen Harzrand zwischen Göttingen und Hannover. Sie wurde 974 erstmals urkundlich erwähnt und erhielt 1428 die Stadtrechte.

## Geographie

### Geographische Lage
Seesen liegt zwischen dem leicht hügeligen Harzvorland und dem Harz als größtem norddeutschen Mittelgebirge und versteht sich auch wegen der günstigen Verkehrslage als das „Fenster zum Harz“.

### Nachbargemeinden
Seesens Nachbargemeinden sind im Norden Bockenem, Lamspringe (beide im Landkreis Hildesheim), im Osten Langelsheim und Clausthal-Zellerfeld, im Süden Bad Grund (im Landkreis Göttingen) sowie Bad Gandersheim und Kalefeld (beide im Landkreis Northeim) im Westen.

### Stadtgliederung
Zu Seesen gehören neben der Kernstadt (10.794 Einwohner) die folgenden Stadtteile:
- Bilderlahe (467 Einwohner) mit Adenhausen und Burg
- Bornhausen (1.013 Einwohner) mit Klingenhagen
- Engelade (595 Einwohner)
- Herrhausen am Harz (725 Einwohner)
- Ildehausen (710 Einwohner)
- Kirchberg (531 Einwohner)
- Mechtshausen (371 Einwohner)
- Münchehof (1.525 Einwohner) mit Stauffenburg und Fürstenhagen
- Rhüden (2.719 Einwohner) mit Ödishausen sowie Ober- und Unterpanshausen

Die Einwohnerzahlen beziehen sich jeweils auf den 30. Juni 2018.
Mehr als die Hälfte aller Einwohner der Stadt wohnen in der Kernstadt, die nicht als Stadtteil bezeichnet wird. Die größten Stadtteile von Seesen, sowohl nach Fläche als auch nach Einwohnern, sind Rhüden, Münchehof und Bornhausen. Des Weiteren bilden Münchehof und Rhüden ein Unterzentrum der Stadt Seesen.

## Geschichte

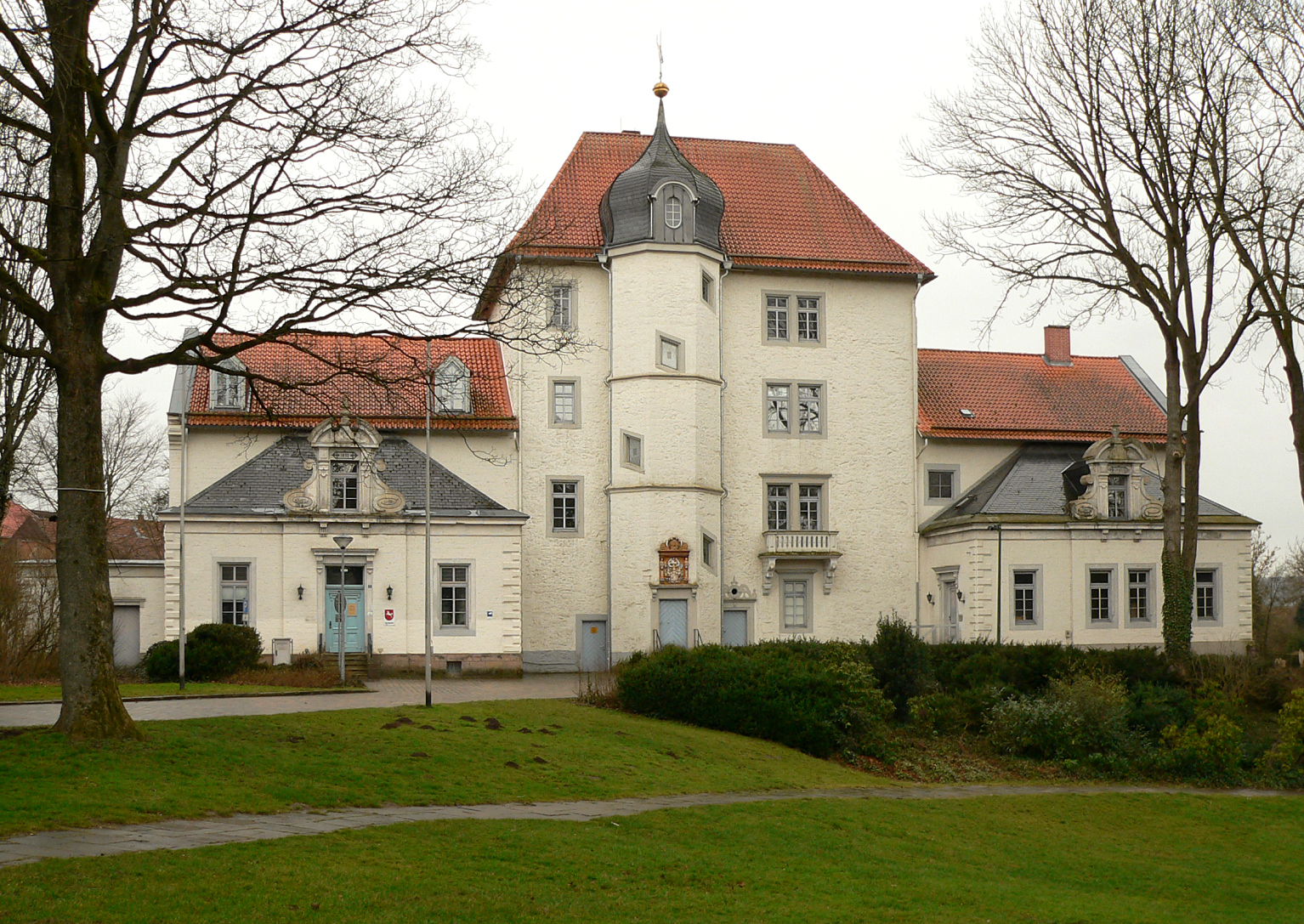
Burg Sehusa, heute Amtsgericht Seesen

Der Ort entstand an einer Wegkreuzung und wurde Standort eines Königshofes. Otto II. schenkte ihn dem Stift Gandersheim. Die Herren von Wohldenberg und das Hochstift Hildesheim übernahmen im nahegelegenen Ambergau Teile des Herrschaftsraums der Billunger. Der Name Seesen geht zurück auf einen See, der mittlerweile verschwunden ist. Im Mittelalter war als Ortsname Sehuson (Seehausen) gebräuchlich. Als die Braunschweiger Herzöge die Vogtei über das Stift übernommen hatten, kam 1279 Seesen an Wilhelm I. (Braunschweig) und 1345 zum Fürstentum Göttingen. Im 13. Jahrhundert bildete die Burg Sehusa in Seesen den Mittelpunkt eines Verwaltungsbezirks. Die Herzöge von Braunschweig überließen die Ausübung der Gerichtsbarkeiten in ihren Territorien häufig Vögten, und so wird für das Jahr 1287 ein iudex et vorstmester genannt, dessen Zuständigkeitsbereich sich auf das Harzgebiet zwischen Sieber und Oder erstreckte. 1314 wurde das zur Burg gehörige Gericht an die Stadt Goslar verpfändet cum ducatu et vorstehove nostro. 1448 zählten zur Vogtei Seesen mehrere Hütten. Im 15. Jahrhundert verpfändeten die Fürsten den Ort vorübergehend an die Herren von Cramm. Einen mittelalterlichen Einwohnerzuwachs erfuhr Seesen durch Zuzug aus umgebenden, dadurch wüst gefallenen Dörfern. Heinrich I. (Braunschweig-Wolfenbüttel) verkaufte Burg und Ort an verschiedene im Umland begüterte Adelige. Bischof Johannes eroberte und zerstörte den Ort 1522. Der unter Zusicherung fürstlicher Privilegien wieder aufgebaute Ort wurde im Dreißigjährigen Krieg bei einem Stadtbrand erneut zerstört, so dass eine Neuanlage erforderlich wurde. Die erste Kapelle St. Vitus wurde zur Kirche ausgebaut und Sitz eines Archidiakonats, das nach der Reformation zur Superintendentur wurde. Im 18. Jahrhundert verfiel die Kirche jedoch, da die Bürger St. Andreas bevorzugten. Zu westfälischer Zeit gehörte der Ort zum Distrikt Einbeck und wurde danach zu einem der Eisenbahnknotenpunkte der Gegend. Im 20. Jahrhundert gehörte Seesen zum Freistaat Braunschweig.
Seit Mitte des 18. Jahrhunderts wohnten in Seesen Juden. Sie gründeten im 19. Jahrhundert eine Schule, ein Waisenhaus, eine Mikwe und eine Synagoge, den sogenannten Jacobstempel. Die Jacobsonschule wurde 1801 durch den Landesrabbiner Israel Jacobson gegründet und nahm bald auch christliche Schüler auf. Die Schule war Internat für externe Schüler und Stadtbewohner. Im 20. Jahrhundert wurde die damalige Realschule in ein Gymnasium umgewandelt. Israel Jacobson stiftete 1806 auch den jüdischen Friedhof. 1827 wurde eine Mikwe eingerichtet. 1851 wurde das jüdische Waisenhaus durch den Sohn Meyer des Israel Jacobson gegründet. Auch dieses Haus nahm christliche Kinder auf. Die Schule hatte von Anfang an einen Betraum, den auch die Mitglieder der jüdischen Gemeinde benutzten. Später wurde im Innenhof der Schule eine Synagoge errichtet. Anfang des 20. Jahrhunderts nahm die Zahl der Juden ab. Bei der Machtergreifung der Nationalsozialisten Anfang 1933 gab es noch etwa 50 Juden in Seesen. Mitte März war Seesen einer der ersten Orte im Lande Braunschweig, in denen SA- und SS-Einheiten „politische Feinde“ und Juden verhafteten und misshandelten, was damals ein Todesopfer forderte: Max Bremer, der Inhaber des jüdischen Warenhauses Bloch und Bremer, wurde vermutlich von „SA-Einheiten verhaftet und zu Tode geprügelt“. In der Reichspogromnacht wurde die Synagoge niedergebrannt.
Nach dem Kriegsende 1945 kam Seesen zum Land Niedersachsen. Seesen gehörte zum Landkreis Gandersheim, bis dieser am 1. August 1977 aufgelöst wurde und Seesen zum Landkreis Goslar kam. Kirchlich gehört das Gebiet heute zur Propstei Gandersheim-Seesen (evangelisch) und zum hildesheimischen Dekanat Alfeld-Detfurth (katholisch).

### Eingemeindungen
Am 1. Juli 1972 wurden die Gemeinden Bilderlahe (bisher im Landkreis Hildesheim-Marienburg), Engelade, Herrhausen, Ildehausen, Kirchberg und Münchehof (schon vorher Landkreis Gandersheim) eingegliedert. Am 1. März 1974 kamen Bornhausen, Groß Rhüden, Klein Rhüden und Mechtshausen (bisher im Landkreis Hildesheim-Marienburg) hinzu.

### Einwohnerentwicklung
| Jahr | Einwohner |
| ---- | --------- |
| 1821 | 8.061     |
| 1848 | 9.936     |
| 1871 | 10.229    |
| 1885 | 11.000    |
| 1905 | 13.114    |
| 1925 | 14.394    |
| 1933 | 14.721    |
| 1939 | 15.256    |
| 1946 | 24.435    |
| 1950 | 26.533    |
| 1956 | 23.462    |

| Jahr | Einwohner |
| ---- | --------- |
| 1961 | 23.112    |
| 1968 | 23.287    |
| 1970 | 23.936    |
| 1975 | 23.577    |
| 1980 | 22.395    |
| 1985 | 21.898    |
| 1990 | 22.128    |
| 1995 | 22.574    |
| 2000 | 22.499    |
| 2005 | 21.724    |
| 2010 | 20.280    |

| Jahr | Einwohner |
| ---- | --------- |
| 2011 | 20.034    |
| 2012 | 19.564    |
| 2013 | 19.386    |
| 2014 | 19.337    |
| 2015 | 19.296    |
| 2016 | 19.314    |
| 2017 | 19.472    |
| 2018 | 19.340    |
| 2019 | 19.240    |
| 2021 | 19.125    |
| 2022 | 19.159    |

Einwohnerentwicklung von Seesen von 1821 bis 2018 nach nebenstehender Tabelle

(Ab 1968 Stand jeweils zum 31. Dezember)

## Religion

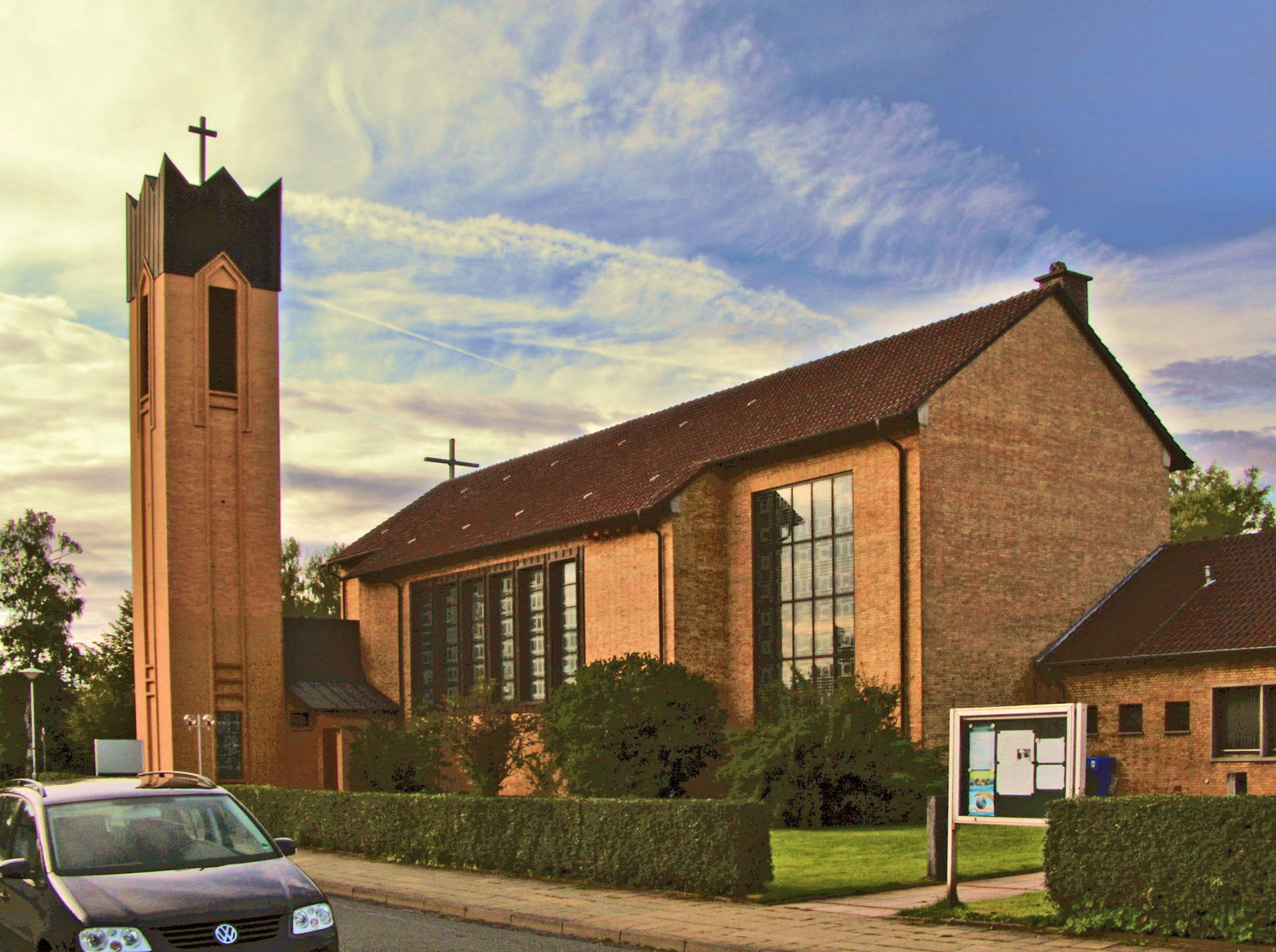
Katholische Kirche

Seesen ist Sitz der evangelisch-lutherischen Propstei Gandersheim-Seesen, zu ihr gehört in Seesen die Kirchengemeinde St. Vitus und St. Andreas mit der Kirche St. Andreas (siehe „Bauwerke“). Eine weitere evangelische Einrichtung in Seesen ist das Altenzentrum St. Vitus.
Die katholische Kirche Maria Königin befindet sich an der Zimmerstraße, sie wurde 1956 von Josef Fehlig erbaut und 1997 um einen Glockenturm bereichert. Bereits 1927 wurde in Seesen eine katholische Notkirche errichtet, zuvor nutzten die Seesener Katholiken die Kirche in Bilderlahe. Seit 2010 gehören zur Pfarrgemeinde Maria Königin, die zum Dekanat Alfeld-Detfurth gehört, auch die katholischen Kirchen in Bilderlahe und Bockenem. Die frühere Filialkirche in Münchehof wurde 2007 profaniert.
Die „Freie Christengemeinde Seesen“ bezog in den 1990er Jahren ein ehemaliges Schulgebäude an der Linnenstraße als Gemeindehaus, sie gehört zum Bund Freikirchlicher Pfingstgemeinden.
Die neuapostolische Gemeinde Seesen wurde 1919 gegründet, sie gehört heute zum Bezirk Wolfenbüttel. Nachdem die 1928 errichtete erste Kirche zu klein geworden war, wurde 1966 die heutige Kirche an der Hochstraße erbaut.
Nahe der Feuerwache besteht seit 2020 die Mevlana Camii Moschee des DİTİB.
Ein Königreichssaal der Zeugen Jehovas befindet sich an der Gartenstraße.

## Politik

### Stadtrat
Der Rat der Stadt Seesen besteht aus 32 Ratsleuten (2011: 34). Dies ist die festgelegte Anzahl für eine Stadt mit einer Einwohnerzahl zwischen 15.001 und 20.000 Einwohnern. Die 32 Ratsmitglieder werden durch eine Kommunalwahl für jeweils fünf Jahre gewählt. Die aktuelle Amtszeit beginnt am 1. November 2021 und endet am 31. Oktober 2026.

Stimmberechtigt im Stadtrat ist außerdem der hauptamtliche Bürgermeister Erik Homann (CDU).
Die Kommunalwahl vom 12. September 2021 ergab folgende Sitzverteilung:
| Stadtrat 2021Insgesamt 32 Sitze - SPD: 14 - Grüne: 3 - FDP: 1 - FW: 1 - CDU: 12 - Basis: 1 |

### Bürgermeister
Hauptamtlicher Bürgermeister der Stadt Seesen ist Erik Homann (CDU). Bei der Bürgermeisterwahl am 11. September 2011 wurde er mit 63,6 % der Stimmen gewählt. Die Wahlbeteiligung lag bei 55,9 %. Homann trat sein Amt am 1. November 2011 an. Am 26. Mai 2019 wurde er mit einem Ergebnis von 51,15 % der Stimmen für weitere sieben Jahre (1. November 2019 bis 31. Oktober 2026) wiedergewählt.

### Wappen
Blasonierung: „In Rot ein blau bewehrter goldener Löwe mit erhobener rechter Vorderpranke über einem goldenen Seerosenblatt.“
Das erste Siegel, von dem späterhin Abdrucke bis heute erhalten sind, entstand um 1400 und zeigt einen welfischen Löwen als Hinweis auf die Herrschaft. Weiterhin enthält es unter dem Löwen ein gestieltes Seerosenblatt, das auf den Ortsnamen anspielt, der von dem ehemaligen von der Schildau gespeisten See herrührt. Spätere Siegel aus dem Zeitraum zwischen dem späten 15. Jahrhundert bis zum 18. Jahrhundert zeigen, abgesehen von kleinen Veränderungen, weitgehend unverändert das gleiche Bild. Dort ziert das Seerosenblatt einen Stiel von unterschiedlicher Länge. Dieser ist in der aktuellen Version des Wappens jedoch nicht mehr erhalten.

### Städtepartnerschaften
Es bestehen Partnerschaften zur britischen Stadt Wantage (seit 7. November 1978), zum französischen Carpentras (seit 10. Juni 1993), zur italienischen Stadt Montecorvino Rovella (seit 14. Juli 2006) und zur Stadt Thale am Nordostrand des Harzes (seit 24. März 1990). Zudem übernahm Seesen 1993 die Patenschaft für das lettische Rauna.

## Kultur und Sehenswürdigkeiten

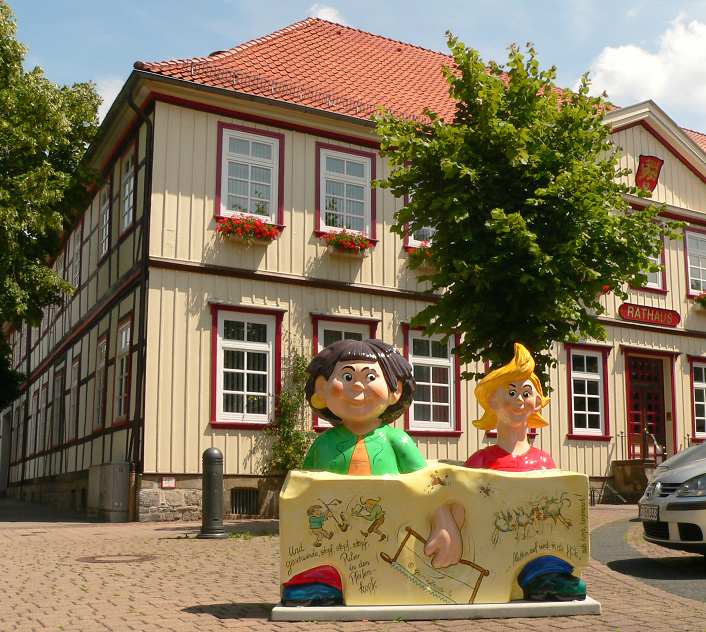
Rathaus mit den Figuren von Max und Moritz

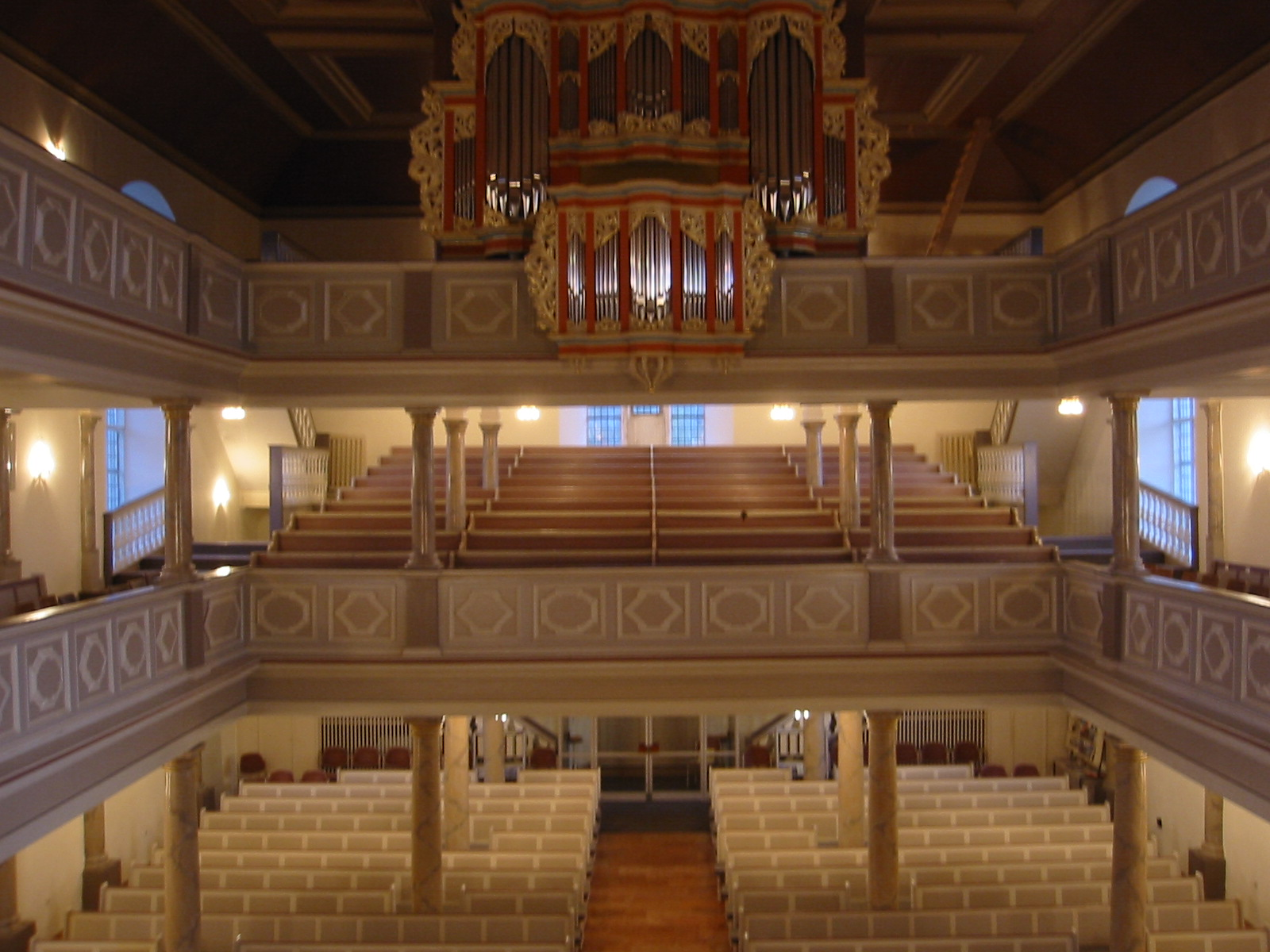
St.-Andreas-Kirche, innen

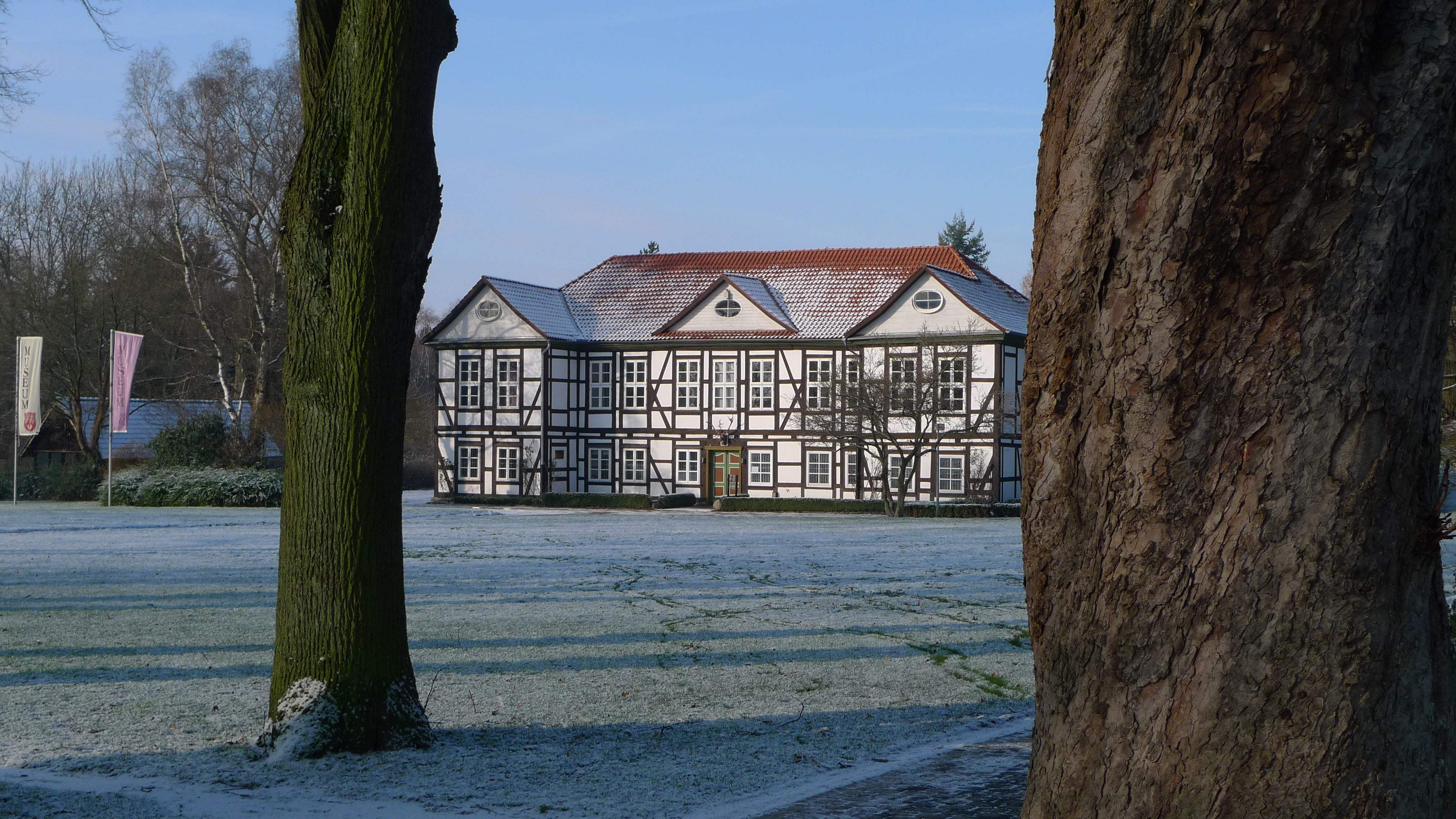
Städtisches Museum Seesen im Jagdschloss Seesen

### Bauwerke
- Die St.-Andreas-Kirche wurde 1695–1702 nach Plänen des Braunschweiger Festungsbaudirektors Johann Caspar von Völcker als Gemeinde- und Hofkirche errichtet, nachdem der Vorgängerbau 1673 durch einen Brand zerstört worden war. Wegen ihrer herausragenden Akustik bietet die St.-Andreas Kirche regelmäßig den Rahmen für klassische Musik mit oft hochkarätigen Orchestern (wie der Sinfonia Varsovia) und Solisten (wie in der Vergangenheit Ludwig Güttler oder Yehudi Menuhin). Die Orgel wurde von Friedrich Besser erbaut, einem Schüler Friedrich Stellwagens, und 2002 restauriert.
- In der Innenstadt von Seesen kann man das Hinterhaus des renommierten Klavierbaumeisters Heinrich Steinweg (später in den USA Henry E. Steinway) besuchen, in dem er sein erstes Klavier baute, das heute im Städtischen Museum ausgestellt ist.
- 1892–1896 wurde ein Park angelegt, der heute nach Steinway benannt ist und zu einer von Bingo! geförderten Baum-Erlebnistour einlädt.
- Auf dem jüdischen Friedhof an der Dehnestraße sind noch knapp 100 Grabsteine erhalten.

### Museen
- Städtisches Museum Seesen

### Grünflächen und Naherholung
- Im Schildautal am östlichen Stadtrand befindet sich der Steinway-Park, ein Kurpark mit mehreren Teichen und einem Baumlehrpfad. Hier liegt auch der Ausgangs- bzw. Endpunkt des Steinway Trails, einem Wanderweg im Harz, der in Richtung Nordosten nach Wolfshagen im Harz führt.

### Regelmäßige Veranstaltungen
- Sehusa-Fest: Alljährlich findet am ersten Septemberwochenende rund um die Burg Sehusa (Mittelteil von 1592) das größte norddeutsche Historienfest statt.[15]
- Kulturforum Seesen e. V. – eine private Kulturinitiative, die seit 1987 Musik-, Kabarett- und Literaturveranstaltungen in der Aula Schulzentrum organisiert.
- Konzerte an St. Andreas e. V. – seit einigen Jahren werden unter der künstlerischen Leitung von Martin Weller über das Jahr verteilt mehrere klassische Konzerte in der St.-Andreas-Kirche in Seesen veranstaltet.

### Vereinsleben
Einer der hiesigen Vereine ist der Sportverein SV Union Seesen 03, der 2003 aus dem Zusammenschluss mehrerer Vereine (VfL Seesen, FC Azzurri und Eintracht Seesen) hervorging.
Der MTV Seesen von 1862 e. V. nutzt die „Harzkampfbahn“ genannte Leichtathletikanlage. Der Verein wurde von Männern zu Zwecken des Turnens im Sinne Friedrich Ludwig Jahns gegründet und hat heute mehrere Sportsparten.
1886 wurde in Seesen der Harzklub gegründet, der heute in rund 90 Zweigvereinen mit rund 16.000 Mitgliedern das Harzer Brauchtum pflegt und Wanderwege im Harz unterhält.

## Wirtschaft und Infrastruktur

### Wirtschaft
Seesen liegt zwischen dem leicht hügeligen Harzvorland und dem größten norddeutschen Mittelgebirge und versteht sich auch wegen der günstigen Verkehrslage als das „Fenster zum Harz“. So ist der Fremdenverkehr ein wesentlicher Wirtschaftsfaktor.
In Seesen befindet sich das Werk der seit 1967 existierenden und von 1999 bis 2012 zum Heinz-Konzern (H. J. Heinz Company) gehörenden Marke Sonnen Bassermann. Ab 1892 erfolgte in diesem Werk die maschinelle Produktion von Konserven. In einem weiteren Werk in Seesen wurden für die Marke Nudeln hergestellt. Nach dem Verkauf von Sonnen Bassermann an den niederländischen Lebensmittelkonzern Struik Foods wurde die Produktion in Seesen im Mai 2014 eingestellt. Seit August 2015 befindet sich das Hauptwerk in neuer Trägerschaft und wurde in den Gewerbepark Niedersachsen umgewandelt. Die ehemalige Nudelfabrik befindet sich ebenfalls in privatem Eigentum und wird für verschiedene Lager- und Logistikzwecke genutzt.
Ferner fertigt die Eviosys Packaging Germany GmbH Metalldosen als Lebensmittelverpackung; diese nutzt das Gelände der früheren Seesener Blechwarenfabrik Fritz Züchner.

### Verkehr
- Seesen liegt an der Bundesautobahn 7 mit der gleichnamigen Anschlussstelle 67 sowie den Bundesstraßen 64, 82, 242, 243 und 248.
- Im Bahnhof Seesen zweigt die Bahnstrecke Herzberg–Seesen von der Bahnstrecke Börßum–Kreiensen ab.
- Im Stadtteil Münchehof gibt es mit dem Bahnhof Münchehof (Harz) einen weiteren Bahnhof im Stadtgebiet.
- Die Harzbus GbR betreibt in Seesen den Flexo-Rufbus[22] sowie mehrere Überlandbuslinien im Umkreis[23]

### Bildung
Seesen verfügt über vier Grundschulen:
- Grundschule Jahnstraße
- Grundschule Am Schildberg
- Grundschule Münchehof
- Grundschule Rhüden

Weiterführende Schulen im Stadtgebiet von Seesen sind:
- das Jacobson-Gymnasium
- eine Oberschule, die über einen gymnasialen Zweig verfügt, sowie
- die Berufsbildende Schule Goslar-Baßgeige/Seesen.